# Lista över fornlämningar i Ulricehamns kommun (Kölaby)
Lista över fornlämningar i Ulricehamns kommun (Kölaby) är en förteckning av ett urval av de fornlämningar som finns i Kölaby i Ulricehamns kommun.
| Namn                          | Lämningstyp                 | Tillkomsttid | Historisk indelning   | Plats | Läge                 | ID-nr          | Bild                                      |
| ----------------------------- | --------------------------- | ------------ | --------------------- | ----- | -------------------- | -------------- | ----------------------------------------- |
| Kölaby 1:1                    | Stenkrets                   |              | Kölaby, Västergötland |       | 57.980574, 13.526362 | 10171500010001 | Ladda upp en bild av detta fornminne      |
| Kölaby 3:1                    | Gravfält                    |              | Kölaby, Västergötland |       | 57.978507, 13.526117 | 10171500030001 | Ladda upp en bild av detta fornminne      |
| Kölaby 4:1                    | Gravfält                    |              | Kölaby, Västergötland |       | 57.976965, 13.526255 | 10171500040001 | Ladda upp en bild av detta fornminne      |
| Kölaby 5:1                    | Hög                         |              | Kölaby, Västergötland |       | 57.978431, 13.527206 | 10171500050001 | Ladda upp en bild av detta fornminne      |
| Kölaby 5:6                    | Grav markerad av sten/block |              | Kölaby, Västergötland |       | 57.978226, 13.527142 | 10171500050006 | Ladda upp en bild av detta fornminne      |
| Kölaby 6:1                    | Gravfält                    |              | Kölaby, Västergötland |       | 57.986374, 13.525275 | 10171500060001 | Ladda upp en bild av detta fornminne      |
| Kölaby 7:1                    | Hög                         |              | Kölaby, Västergötland |       | 57.985710, 13.523355 | 10171500070001 | Ladda upp en bild av detta fornminne      |
| Kölaby 8:1                    | Stensättning                |              | Kölaby, Västergötland |       | 57.983457, 13.521016 | 10171500080001 | Ladda upp en bild av detta fornminne      |
| Kölaby 8:2                    | Stensättning                |              | Kölaby, Västergötland |       | 57.983419, 13.521252 | 10171500080002 | Ladda upp en bild av detta fornminne      |
| Kölaby 8:3                    | Stensättning                |              | Kölaby, Västergötland |       | 57.983574, 13.521110 | 10171500080003 | Ladda upp en bild av detta fornminne      |
| Kölaby 8:4                    | Stensättning                |              | Kölaby, Västergötland |       | 57.983308, 13.520852 | 10171500080004 | Ladda upp en bild av detta fornminne      |
| Kölaby 9:1                    | Röse                        |              | Kölaby, Västergötland |       | 57.981984, 13.521457 | 10171500090001 | Ladda upp en bild av detta fornminne      |
| Kölaby 9:4                    | Stensättning                |              | Kölaby, Västergötland |       | 57.982062, 13.521276 | 10171500090004 | Ladda upp en bild av detta fornminne      |
| Kölaby 9:5                    | Stensättning                |              | Kölaby, Västergötland |       | 57.982272, 13.521212 | 10171500090005 | Ladda upp en bild av detta fornminne      |
| Kölaby 10:1                   | Stensättning                |              | Kölaby, Västergötland |       | 57.981304, 13.520511 | 10171500100001 | Ladda upp en bild av detta fornminne      |
| Kölaby 11:1                   | Hög                         |              | Kölaby, Västergötland |       | 57.981650, 13.519277 | 10171500110001 | Ladda upp en bild av detta fornminne      |
| Kölaby 12:1                   | Stensättning                |              | Kölaby, Västergötland |       | 57.981387, 13.517988 | 10171500120001 | Ladda upp en bild av detta fornminne      |
| Kölaby 13:1                   | Stensättning                |              | Kölaby, Västergötland |       | 57.980007, 13.518752 | 10171500130001 | Ladda upp en bild av detta fornminne      |
| Kölaby 13:2                   | Stensättning                |              | Kölaby, Västergötland |       | 57.980017, 13.518416 | 10171500130002 | Ladda upp en bild av detta fornminne      |
| Kölaby 13:3                   | Stensättning                |              | Kölaby, Västergötland |       | 57.979831, 13.517838 | 10171500130003 | Ladda upp en bild av detta fornminne      |
| Kölaby 14:1                   | Stensättning                |              | Kölaby, Västergötland |       | 57.979263, 13.518304 | 10171500140001 | Ladda upp en bild av detta fornminne      |
| Kölaby 15:1                   | Stensättning                |              | Kölaby, Västergötland |       | 57.978751, 13.517143 | 10171500150001 | Ladda upp en bild av detta fornminne      |
| Kölaby 16:1                   | Stensättning                |              | Kölaby, Västergötland |       | 57.980492, 13.520896 | 10171500160001 | Ladda upp en bild av detta fornminne      |
| Kölaby 16:2                   | Stensättning                |              | Kölaby, Västergötland |       | 57.980208, 13.521584 | 10171500160002 | Ladda upp en bild av detta fornminne      |
| Kölaby 17:1                   | Stensättning                |              | Kölaby, Västergötland |       | 57.979804, 13.514848 | 10171500170001 | Ladda upp en bild av detta fornminne      |
| Kölaby 18:1                   | Gravfält                    |              | Kölaby, Västergötland |       | 57.978422, 13.513262 | 10171500180001 | Ladda upp en bild av detta fornminne      |
| Kölaby 21:1                   | Grav markerad av sten/block |              | Kölaby, Västergötland |       | 57.984417, 13.516784 | 10171500210001 | Ladda upp en bild av detta fornminne      |
| Kölaby 22:1                   | Hög                         |              | Kölaby, Västergötland |       | 57.983309, 13.511424 | 10171500220001 | Ladda upp en bild av detta fornminne      |
| Kölaby 26:1                   | Hällristning                |              | Kölaby, Västergötland |       | 57.983186, 13.510750 | 10171500260001 | Ladda upp en bild av detta fornminne      |
| Kölaby 27:1                   | Gravfält                    |              | Kölaby, Västergötland |       | 57.979787, 13.522640 | 10171500270001 | Ladda upp en bild av detta fornminne      |
| Kölaby 29:1                   | Hög                         |              | Kölaby, Västergötland |       | 57.988341, 13.514129 | 10171500290001 | Ladda upp en bild av detta fornminne      |
| Högabacka (Kölaby 30:1)       | Gravfält                    |              | Kölaby, Västergötland |       | 57.988107, 13.540360 | 10171500300001 | Ladda upp en bild av detta fornminne      |
| Kölaby 31:1                   | Stenkrets                   |              | Kölaby, Västergötland |       | 57.987628, 13.541654 | 10171500310001 | Ladda upp en bild av detta fornminne      |
| Kölaby 31:2                   | Grav markerad av sten/block |              | Kölaby, Västergötland |       | 57.987286, 13.541792 | 10171500310002 | Ladda upp en bild av detta fornminne      |
| Kölaby 31:3                   | Grav markerad av sten/block |              | Kölaby, Västergötland |       | 57.987220, 13.541459 | 10171500310003 | Ladda upp en bild av detta fornminne      |
| Kölaby 31:4                   | Grav markerad av sten/block |              | Kölaby, Västergötland |       | 57.987033, 13.541806 | 10171500310004 | Ladda upp en bild av detta fornminne      |
| Kölaby 31:5                   | Grav markerad av sten/block |              | Kölaby, Västergötland |       | 57.987884, 13.541856 | 10171500310005 | Ladda upp en bild av detta fornminne      |
| Kölaby 32:1                   | Grav markerad av sten/block |              | Kölaby, Västergötland |       | 57.987421, 13.542760 | 10171500320001 | Ladda upp en bild av detta fornminne      |
| Kölaby 33:1                   | Hög                         |              | Kölaby, Västergötland |       | 57.980017, 13.528469 | 10171500330001 | Ladda upp en bild av detta fornminne      |
| Kölaby 34:1                   | Gravfält                    |              | Kölaby, Västergötland |       | 57.982920, 13.527334 | 10171500340001 | Ladda upp en bild av detta fornminne      |
| Kölaby 35:1                   | Gravfält                    |              | Kölaby, Västergötland |       | 57.983384, 13.524885 | 10171500350001 | Ladda upp en bild av detta fornminne      |
| Kölaby 36:1                   | Stensättning                |              | Kölaby, Västergötland |       | 57.983406, 13.524058 | 10171500360001 | Ladda upp en bild av detta fornminne      |
| Kölaby 37:1                   | Stensättning                |              | Kölaby, Västergötland |       | 57.983967, 13.526433 | 10171500370001 | Ladda upp en bild av detta fornminne      |
| Kölaby 37:2                   | Stensättning                |              | Kölaby, Västergötland |       | 57.983926, 13.526625 | 10171500370002 | Ladda upp en bild av detta fornminne      |
| Kölaby 38:1                   | Runristning                 |              | Kölaby, Västergötland |       | 57.982076, 13.535998 | 10171500380001 | Ladda upp en till bild av detta fornminne |
| Kölaby 38:2                   | Runristning                 |              | Kölaby, Västergötland |       | 57.982188, 13.535790 | 10171500380002 | Ladda upp en bild av detta fornminne      |
| Kölaby 38:5                   | Runristning                 |              | Kölaby, Västergötland |       | 57.982086, 13.538824 | 10171500380005 | Ladda upp en till bild av detta fornminne |
| Kölaby 39:1                   | Gravfält                    |              | Kölaby, Västergötland |       | 57.979549, 13.542046 | 10171500390001 | Ladda upp en bild av detta fornminne      |
| Kölaby 40:1                   | Hällristning                |              | Kölaby, Västergötland |       | 57.977684, 13.551234 | 10171500400001 | Ladda upp en bild av detta fornminne      |
| Kölaby 42:1                   | Stensättning                |              | Kölaby, Västergötland |       | 57.979891, 13.563728 | 10171500420001 | Ladda upp en bild av detta fornminne      |
| Kölaby 43:1                   | Hällristning                |              | Kölaby, Västergötland |       | 57.994388, 13.503103 | 10171500430001 | Ladda upp en bild av detta fornminne      |
| Kölaby 44:1                   | Hög                         |              | Kölaby, Västergötland |       | 57.984563, 13.559426 | 10171500440001 | Ladda upp en bild av detta fornminne      |
| Kölaby 44:2                   | Stensättning                |              | Kölaby, Västergötland |       | 57.984129, 13.558799 | 10171500440002 | Ladda upp en bild av detta fornminne      |
| Kölaby 45:1                   | Stensättning                |              | Kölaby, Västergötland |       | 57.984220, 13.524908 | 10171500450001 | Ladda upp en bild av detta fornminne      |
| Kölaby 48:3                   | Stensättning                |              | Kölaby, Västergötland |       | 57.992183, 13.555362 | 10171500480003 | Ladda upp en bild av detta fornminne      |
| Kölaby 49:1                   | Hög                         |              | Kölaby, Västergötland |       | 57.993140, 13.555929 | 10171500490001 | Ladda upp en bild av detta fornminne      |
| Gullgraven (Kölaby 50:1)      | Stenkammargrav              |              | Kölaby, Västergötland |       | 57.995387, 13.559324 | 10171500500001 | Ladda upp en bild av detta fornminne      |
| Kölaby 51:1                   | Hällristning                |              | Kölaby, Västergötland |       | 57.995733, 13.559875 | 10171500510001 | Ladda upp en bild av detta fornminne      |
| Björkerör (Kölaby 52:1)       | Röse                        |              | Kölaby, Västergötland |       | 58.005425, 13.559187 | 10171500520001 | Ladda upp en bild av detta fornminne      |
| Kölaby 53:1                   | Stensättning                |              | Kölaby, Västergötland |       | 58.001084, 13.561849 | 10171500530001 | Ladda upp en bild av detta fornminne      |
| Kölaby 54:1                   | Hög                         |              | Kölaby, Västergötland |       | 57.998863, 13.562103 | 10171500540001 | Ladda upp en bild av detta fornminne      |
| Kölaby 55:1                   | Hällristning                |              | Kölaby, Västergötland |       | 57.998052, 13.564264 | 10171500550001 | Ladda upp en bild av detta fornminne      |
| Kölaby 56:1                   | Stensättning                |              | Kölaby, Västergötland |       | 58.002099, 13.533789 | 10171500560001 | Ladda upp en bild av detta fornminne      |
| Kölaby 56:2                   | Stensättning                |              | Kölaby, Västergötland |       | 58.002009, 13.533748 | 10171500560002 | Ladda upp en bild av detta fornminne      |
| Kölaby 57:1                   | Stensättning                |              | Kölaby, Västergötland |       | 58.004255, 13.529014 | 10171500570001 | Ladda upp en bild av detta fornminne      |
| Kölaby 60:1                   | Röse                        |              | Kölaby, Västergötland |       | 58.005370, 13.520089 | 10171500600001 | Ladda upp en bild av detta fornminne      |
| Kölaby 60:2                   | Röse                        |              | Kölaby, Västergötland |       | 58.005319, 13.520366 | 10171500600002 | Ladda upp en bild av detta fornminne      |
| Kölaby 61:1                   | Gravfält                    |              | Kölaby, Västergötland |       | 57.997006, 13.524808 | 10171500610001 | Ladda upp en bild av detta fornminne      |
| Kölaby 63:1                   | Stensättning                |              | Kölaby, Västergötland |       | 57.984497, 13.523908 | 10171500630001 | Ladda upp en bild av detta fornminne      |
| Kölaby 64:1                   | Hällristning                |              | Kölaby, Västergötland |       | 57.980875, 13.566623 | 10171500640001 | Ladda upp en bild av detta fornminne      |
| Kölaby 68:1                   | Stensättning                |              | Kölaby, Västergötland |       | 57.996342, 13.521053 | 10171500680001 | Ladda upp en bild av detta fornminne      |
| Kölaby 69:1                   | Gravfält                    |              | Kölaby, Västergötland |       | 57.970393, 13.497605 | 10171500690001 | Ladda upp en bild av detta fornminne      |
| Kölaby 70:1                   | Stensättning                |              | Kölaby, Västergötland |       | 57.968229, 13.498907 | 10171500700001 | Ladda upp en bild av detta fornminne      |
| Kölaby 71:1                   | Stensättning                |              | Kölaby, Västergötland |       | 57.968215, 13.501621 | 10171500710001 | Ladda upp en bild av detta fornminne      |
| Kölaby 71:2                   | Stensättning                |              | Kölaby, Västergötland |       | 57.967827, 13.501202 | 10171500710002 | Ladda upp en bild av detta fornminne      |
| Kölaby 72:1                   | Hög                         |              | Kölaby, Västergötland |       | 57.969274, 13.502407 | 10171500720001 | Ladda upp en bild av detta fornminne      |
| Kölaby 73:1                   | Stensättning                |              | Kölaby, Västergötland |       | 57.969350, 13.500514 | 10171500730001 | Ladda upp en bild av detta fornminne      |
| Kölaby 74:1                   | Stensättning                |              | Kölaby, Västergötland |       | 57.969893, 13.507558 | 10171500740001 | Ladda upp en bild av detta fornminne      |
| Kölaby 75:1                   | Stensättning                |              | Kölaby, Västergötland |       | 57.965773, 13.504133 | 10171500750001 | Ladda upp en bild av detta fornminne      |
| Kölaby 76:1                   | Stensättning                |              | Kölaby, Västergötland |       | 57.965028, 13.497006 | 10171500760001 | Ladda upp en bild av detta fornminne      |
| Kölaby 77:1                   | Stensättning                |              | Kölaby, Västergötland |       | 57.968536, 13.495917 | 10171500770001 | Ladda upp en bild av detta fornminne      |
| Kölaby 78:1                   | Stensättning                |              | Kölaby, Västergötland |       | 57.967859, 13.496243 | 10171500780001 | Ladda upp en bild av detta fornminne      |
| Kölaby 78:2                   | Stensättning                |              | Kölaby, Västergötland |       | 57.967729, 13.495770 | 10171500780002 | Ladda upp en bild av detta fornminne      |
| Kölaby 79:1                   | Hög                         |              | Kölaby, Västergötland |       | 57.993456, 13.505231 | 10171500790001 | Ladda upp en bild av detta fornminne      |
| Kölaby 79:2                   | Hög                         |              | Kölaby, Västergötland |       | 57.993311, 13.505264 | 10171500790002 | Ladda upp en bild av detta fornminne      |
| Kölaby 79:3                   | Hög                         |              | Kölaby, Västergötland |       | 57.993088, 13.504612 | 10171500790003 | Ladda upp en bild av detta fornminne      |
| Kölaby 81:1                   | Hällristning                |              | Kölaby, Västergötland |       | 57.985668, 13.506830 | 10171500810001 | Ladda upp en bild av detta fornminne      |
| Kölaby 82:1                   | Grav markerad av sten/block |              | Kölaby, Västergötland |       | 57.970935, 13.537358 | 10171500820001 | Ladda upp en bild av detta fornminne      |
| Kölaby 82:2                   | Grav markerad av sten/block |              | Kölaby, Västergötland |       | 57.970931, 13.537229 | 10171500820002 | Ladda upp en bild av detta fornminne      |
| Kölaby 82:3                   | Grav markerad av sten/block |              | Kölaby, Västergötland |       | 57.970879, 13.537327 | 10171500820003 | Ladda upp en bild av detta fornminne      |
| Kölaby 83:1                   | Gravfält                    |              | Kölaby, Västergötland |       | 57.973023, 13.546399 | 10171500830001 | Ladda upp en bild av detta fornminne      |
| Kölaby 84:1                   | Gravfält                    |              | Kölaby, Västergötland |       | 57.973538, 13.547590 | 10171500840001 | Ladda upp en bild av detta fornminne      |
| Kölaby 85:1                   | Stensättning                |              | Kölaby, Västergötland |       | 57.973417, 13.558898 | 10171500850001 | Ladda upp en bild av detta fornminne      |
| Stora Varggrava (Kölaby 86:1) | Hög                         |              | Kölaby, Västergötland |       | 57.968413, 13.562443 | 10171500860001 | Ladda upp en bild av detta fornminne      |
| Kölaby 87:1                   | Stensättning                |              | Kölaby, Västergötland |       | 57.969194, 13.557508 | 10171500870001 | Ladda upp en bild av detta fornminne      |
| Kölaby 88:1                   | Hög                         |              | Kölaby, Västergötland |       | 57.964459, 13.554704 | 10171500880001 | Ladda upp en bild av detta fornminne      |
| Kölaby 88:2                   | Stensättning                |              | Kölaby, Västergötland |       | 57.964658, 13.554696 | 10171500880002 | Ladda upp en bild av detta fornminne      |
| Kölaby 89:1                   | Röse                        |              | Kölaby, Västergötland |       | 57.963694, 13.553578 | 10171500890001 | Ladda upp en bild av detta fornminne      |
| Kölaby 90:1                   | Husgrund, historisk tid     |              | Kölaby, Västergötland |       | 57.968275, 13.546736 | 10171500900001 | Ladda upp en bild av detta fornminne      |
| Skojarebacken (Kölaby 91:1)   | Hög                         |              | Kölaby, Västergötland |       | 57.966868, 13.541437 | 10171500910001 | Ladda upp en bild av detta fornminne      |
| Skojarebacken (Kölaby 91:2)   | Stensättning                |              | Kölaby, Västergötland |       | 57.966835, 13.541827 | 10171500910002 | Ladda upp en bild av detta fornminne      |
| Skojarebacken (Kölaby 91:3)   | Stensättning                |              | Kölaby, Västergötland |       | 57.966606, 13.541299 | 10171500910003 | Ladda upp en bild av detta fornminne      |
| Kölaby 92:1                   | Stensättning                |              | Kölaby, Västergötland |       | 57.965559, 13.540392 | 10171500920001 | Ladda upp en bild av detta fornminne      |
| Kölaby 94:1                   | Röse                        |              | Kölaby, Västergötland |       | 57.966157, 13.544253 | 10171500940001 | Ladda upp en bild av detta fornminne      |
| Kölaby 95:1                   | Stensättning                |              | Kölaby, Västergötland |       | 57.966658, 13.545198 | 10171500950001 | Ladda upp en bild av detta fornminne      |
| Kattebacken (Kölaby 96:1)     | Stensättning                |              | Kölaby, Västergötland |       | 57.968375, 13.551041 | 10171500960001 | Ladda upp en bild av detta fornminne      |
| Kattebacken (Kölaby 96:2)     | Stensättning                |              | Kölaby, Västergötland |       | 57.968046, 13.550947 | 10171500960002 | Ladda upp en bild av detta fornminne      |
| Gullröret (Kölaby 97:1)       | Röse                        |              | Kölaby, Västergötland |       | 57.966300, 13.549785 | 10171500970001 | Ladda upp en bild av detta fornminne      |
| Gullröret (Kölaby 97:2)       | Stensättning                |              | Kölaby, Västergötland |       | 57.966177, 13.549944 | 10171500970002 | Ladda upp en bild av detta fornminne      |
| Gullröret (Kölaby 97:3)       | Stensättning                |              | Kölaby, Västergötland |       | 57.965971, 13.549857 | 10171500970003 | Ladda upp en bild av detta fornminne      |
| Kölaby 98:1                   | Stensättning                |              | Kölaby, Västergötland |       | 57.965336, 13.548427 | 10171500980001 | Ladda upp en bild av detta fornminne      |
| Kölaby 99:1                   | Hög                         |              | Kölaby, Västergötland |       | 57.971062, 13.551191 | 10171500990001 | Ladda upp en bild av detta fornminne      |
| Kölaby 100:1                  | Stensättning                |              | Kölaby, Västergötland |       | 57.983367, 13.503694 | 10171501000001 | Ladda upp en bild av detta fornminne      |
| Kölaby 104:1                  | Hällristning                |              | Kölaby, Västergötland |       | 57.978057, 13.551445 | 10171501040001 | Ladda upp en bild av detta fornminne      |
| Kölaby 107:1                  | Hällristning                |              | Kölaby, Västergötland |       | 57.983974, 13.518377 | 10171501070001 | Ladda upp en bild av detta fornminne      |
| Kölaby 108:1                  | Grav markerad av sten/block |              | Kölaby, Västergötland |       | 57.984128, 13.522267 | 10171501080001 | Ladda upp en bild av detta fornminne      |
| Kölaby 108:2                  | Grav markerad av sten/block |              | Kölaby, Västergötland |       | 57.984027, 13.522253 | 10171501080002 | Ladda upp en bild av detta fornminne      |
| Kölaby 109:1                  | Stensättning                |              | Kölaby, Västergötland |       | 57.981640, 13.522356 | 10171501090001 | Ladda upp en bild av detta fornminne      |
| Ljuserör (Kölaby 114:1)       | Stensättning                |              | Kölaby, Västergötland |       | 57.976354, 13.511664 | 10171501140001 | Ladda upp en bild av detta fornminne      |
| Ljuserör (Kölaby 114:2)       | Stensättning                |              | Kölaby, Västergötland |       | 57.976267, 13.511426 | 10171501140002 | Ladda upp en bild av detta fornminne      |
| Ljuserör (Kölaby 114:3)       | Stensättning                |              | Kölaby, Västergötland |       | 57.976176, 13.511246 | 10171501140003 | Ladda upp en bild av detta fornminne      |
| Kölaby 130:1                  | Stensättning                |              | Kölaby, Västergötland |       | 57.984164, 13.539985 | 10171501300001 | Ladda upp en bild av detta fornminne      |
| Kölaby 133:1                  | Stensättning                |              | Kölaby, Västergötland |       | 58.003250, 13.531292 | 10171501330001 | Ladda upp en bild av detta fornminne      |
| Kölaby 133:2                  | Stensättning                |              | Kölaby, Västergötland |       | 58.003320, 13.531473 | 10171501330002 | Ladda upp en bild av detta fornminne      |
| Kölaby 137:1                  | Hällristning                |              | Kölaby, Västergötland |       | 57.998947, 13.544155 | 10171501370001 | Ladda upp en bild av detta fornminne      |
| Kölaby 137:2                  | Hällristning                |              | Kölaby, Västergötland |       | 57.998958, 13.543982 | 10171501370002 | Ladda upp en bild av detta fornminne      |
| Kölaby 141:1                  | Stensättning                |              | Kölaby, Västergötland |       | 57.997819, 13.571370 | 10171501410001 | Ladda upp en bild av detta fornminne      |
| Kölaby 147:1                  | Stensättning                |              | Kölaby, Västergötland |       | 57.973386, 13.535754 | 10171501470001 | Ladda upp en bild av detta fornminne      |
| Kölaby 152:1                  | Hällristning                |              | Kölaby, Västergötland |       | 57.963882, 13.502340 | 10171501520001 | Ladda upp en bild av detta fornminne      |
| Kölaby 154:1                  | Stensättning                |              | Kölaby, Västergötland |       | 57.972874, 13.498698 | 10171501540001 | Ladda upp en bild av detta fornminne      |
| Kölaby 168:1                  | Hällristning                |              | Kölaby, Västergötland |       | 57.979577, 13.571893 | 10171501680001 | Ladda upp en bild av detta fornminne      |
| Kölaby 183:1                  | Stensättning                |              | Kölaby, Västergötland |       | 57.971773, 13.557077 | 10171501830001 | Ladda upp en bild av detta fornminne      |
| Kölaby 184:1                  | Hällristning                |              | Kölaby, Västergötland |       | 57.974331, 13.559235 | 10171501840001 | Ladda upp en bild av detta fornminne      |
| Kölaby 194:1                  | Röse                        |              | Kölaby, Västergötland |       | 57.947610, 13.585111 | 10171501940001 | Ladda upp en bild av detta fornminne      |
| Kölaby 196:1                  | Röse                        |              | Kölaby, Västergötland |       | 57.964707, 13.539747 | 10171501960001 | Ladda upp en bild av detta fornminne      |
| Kölaby 198:1                  | Stensättning                |              | Kölaby, Västergötland |       | 57.965277, 13.542036 | 10171501980001 | Ladda upp en bild av detta fornminne      |
| Kölaby 201:1                  | Stensättning                |              | Kölaby, Västergötland |       | 57.989219, 13.559982 | 10171502010001 | Ladda upp en bild av detta fornminne      |
| Kölaby 204:1                  | Gravfält                    |              | Kölaby, Västergötland |       | 57.979707, 13.524529 | 10171502040001 | Ladda upp en bild av detta fornminne      |
| Kölaby 206:1                  | Stensättning                |              | Kölaby, Västergötland |       | 57.971681, 13.553028 | 10171502060001 | Ladda upp en bild av detta fornminne      |
| Kölaby 207:1                  | Stensättning                |              | Kölaby, Västergötland |       | 57.967577, 13.547680 | 10171502070001 | Ladda upp en bild av detta fornminne      |
| Kölaby 208:1                  | Stensättning                |              | Kölaby, Västergötland |       | 57.975695, 13.532900 | 10171502080001 | Ladda upp en bild av detta fornminne      |
| Kölaby 209:1                  | Hög                         |              | Kölaby, Västergötland |       | 57.969503, 13.546969 | 10171502090001 | Ladda upp en bild av detta fornminne      |
| Kölaby 210:1                  | Stensättning                |              | Kölaby, Västergötland |       | 57.983876, 13.525591 | 10171502100001 | Ladda upp en bild av detta fornminne      |
| Gamla Ekberget (Kölaby 227)   | Lägenhetsbebyggelse         |              | Kölaby, Västergötland |       | 57.964644, 13.557282 | 12000000136134 | Ladda upp en bild av detta fornminne      |
| Kölaby 232                    | Stensättning                |              | Kölaby, Västergötland |       | 57.969375, 13.556620 | 12000000136139 | Ladda upp en bild av detta fornminne      |
| Kölaby 233                    | Stensättning                |              | Kölaby, Västergötland |       | 57.969651, 13.557346 | 12000000136140 | Ladda upp en bild av detta fornminne      |
| Gudahemmet (Kölaby 239)       | Lägenhetsbebyggelse         |              | Kölaby, Västergötland |       | 57.969499, 13.563334 | 12000000136146 | Ladda upp en bild av detta fornminne      |
| Kölaby 241                    | Stensättning                |              | Kölaby, Västergötland |       | 57.961439, 13.558094 | 12000000136151 | Ladda upp en bild av detta fornminne      |
| Kölaby 246                    | Stensättning                |              | Kölaby, Västergötland |       | 57.964472, 13.557965 | 12000000136156 | Ladda upp en bild av detta fornminne      |
| Kölaby 253                    | Stensättning                |              | Kölaby, Västergötland |       | 57.969375, 13.556620 | 12000000136163 | Ladda upp en bild av detta fornminne      |
| Kölaby 254                    | Stensättning                |              | Kölaby, Västergötland |       | 57.969651, 13.557346 | 12000000136164 | Ladda upp en bild av detta fornminne      |
| Gudahemmet (Kölaby 260)       | Lägenhetsbebyggelse         |              | Kölaby, Västergötland |       | 57.969499, 13.563334 | 12000000136170 | Ladda upp en bild av detta fornminne      |
| Kölaby 262                    | Stensättning                |              | Kölaby, Västergötland |       | 57.961439, 13.558094 | 12000000136175 | Ladda upp en bild av detta fornminne      |
| Kölaby 267                    | Stensättning                |              | Kölaby, Västergötland |       | 57.964472, 13.557965 | 12000000136180 | Ladda upp en bild av detta fornminne      |
| Gamla Ekberget (Kölaby 271)   | Lägenhetsbebyggelse         |              | Kölaby, Västergötland |       | 57.964644, 13.557282 | 12000000136184 | Ladda upp en bild av detta fornminne      |